# John White (Ethnograph)

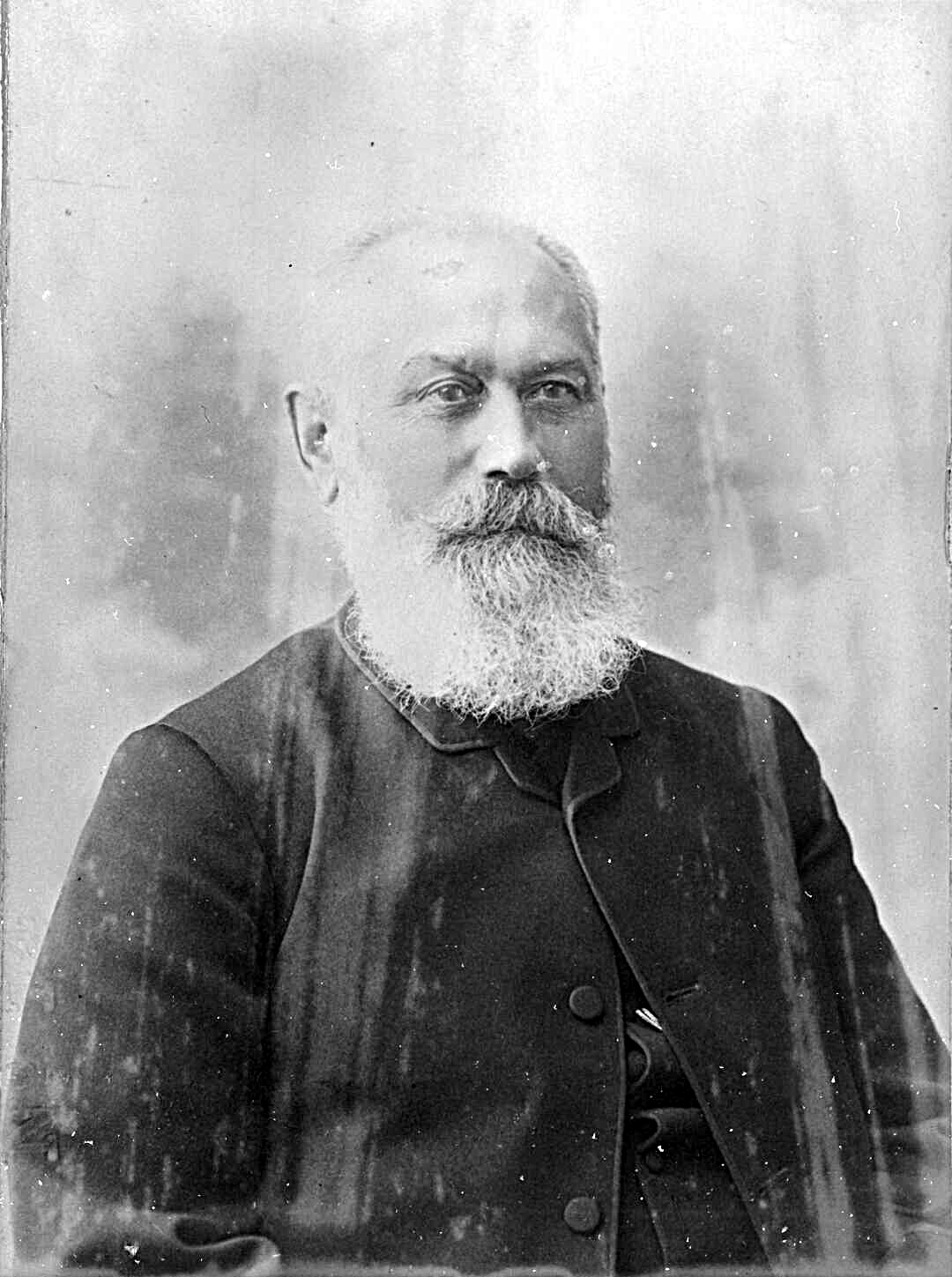
John White (1891)

John White (* 3. Januar 1826 in Cockfield, Durham, England; † 13. Januar 1891 in Whakatāne, Neuseeland) war ein britischgebürtiger neuseeländischer Ethnograph.

## Leben
John White wurde am 3. Januar 1826 als eines von acht Kindern der Familie Francis White und seiner Frau Jane Angus in Cockfield im Norden von England geboren. Whites Vater übte das Handwerk des Schmieds aus. 1834 emigrierte die Familie nach Neuseeland, vermutlich auf Bestreben von Whites Onkel, William White, der als Missionar der Wesleyan Methodist Church in der Region am Hokianga Harbour lebte und arbeitete. Das Schiff, auf dem die Familie reiste, erlitt am 17. Mai 1835 an den Norfolk Island Schiffbruch und so erreichten sie erst verspätet im November 1835 auf der Surry ihr Ziel, Neuseeland. Die Familie siedelte in Mata, nördlich des Hokianga Harbour, wo sie von der Farmwirtschaft und vom Holzhandel lebte und sich in der Wesleyan Community sozialisierte.
Anfang seiner 20er Jahre und noch bei seinen Eltern lebend, fand John White sein Leben eintönig und isoliert und suchte den Kontakt zu anderen Farmern und zu den Māori. Er begann sich selbst zu bilden, las viel, vor allem Lyrik, Romane, Theaterstücke und interessierte sich für Musik. Vor allem auch die traditionsreichen Gesänge der Māori faszinierten ihn und alsbald verfügte er über eine Sammlung von einigen hundert Māori-Liedern.
In den 1840er Jahren wurde der damalige Gouverneur George Edward Grey auf White aufmerksam, als dieser ihm Manuskripte von traditionsreicher Māori-Musik schickte. 1851 zog die Familie nach Auckland um und White bekam einer Anstellung als Sekretär und Übersetzer beim Gouverneur Grey und wurde am 3. November 1852 von Grey zum offiziellen Dolmetscher ernannt. In Folge bekam er die Stelle des stellvertretenden Beauftragten der Coromandel-Goldfelder, zu deren Öffnung er bei den Verhandlungen zuvor assistiert hatte.
1854 wechselte er zum Land Purchase Department von Donald McLean und bereiste im Auftrag als Regierungsbeamter die Nordinsel, kaufte Māori-Land in der Gegend von Auckland, dolmetschte für hohe Beamte und für die britische Armee im Jahr 1860, die in der Provinz New Plymouth gegen Māori kämpfte. Ende 1862 wurde er zum amtierenden stellvertretenden Sekretär für Māori-Angelegenheiten ernannt und begann am 6. Oktober 1862 als Magistrat in der Region um Wanganui Zivil- und Strafsachen in Streitigkeiten zwischen Māori zu verhandeln. Er blieb in dieser Position bis zum 17. April 1865 und übernahm dann am 12. Mai 1865 die Aufgabe des Kommissars für Landkauf.
Nachdem das Land Purchase Department im Oktober 1865 aufgelöst worden war, wechselte White kurzfristig in das Auckland Provincial Government, um sich dann im Jahr 1866 als eine Art privater Makler für Māori-Land zu verdienen. Am 10. Dezember 1867 wurde dann sein Vertrag mit dem Provincial Government aus Geldmangel gänzlich gelöst. Am 17. Oktober 1867 erwarb White eine Lizenz zum Goldsuchen in den Goldfeldern von Thames, war damit aber nicht erfolgreich.
Ab dem 19. Mai 1870 bekam er wieder eine Anstellung, dieses Mal beim Native Land Court, arbeitete dort als Übersetzer und in dieser Funktion später für den Auckland Native Land Court sowie als Land-Makler für verschiedene Personen und Organisationen, unter ihnen der Stamm der Ngati Te Ata, die westlich von Auckland ihren Sitz haben.
Zwischen 1874 und 1878 schrieb er Artikel für Te Wānanga, einer Zeitung der Māori, und mit seiner Erfahrung und Reputation wurde White schließlich im Jahr 1879 dazu berufen die Geschichte der Māori niederzuschreiben. Er tat dies vom 10. April 1879 bis zum 30. September 1890. Das Werk wurde nacheinander in sechs Bänden von 1887 bis 1890 unter dem Titel The ancient history of the Maori, his mythology and traditions herausgegeben. Von 1890 an arbeitete White nochmals als Übersetzer Native Land Court und verstarb dann am 13. Januar 1891 im Alter von 65 Jahren plötzlich auf dem Weg zu einer Gerichtssitzung in Whakatane.

## Familie
Am 13. März 1854 heiratete er in Auckland Mary Elizabeth Bagnall. Aus der Ehe gingen acht Kinder hervor.

## Werke
- 1874 – Te Rou, or the Maori at Home. A Tale, Exhibiting the Social Life, Manners, Habits, and Customs of the Maori Race in New Zealand Prior to the Introduction of Civilisation Amongst Them. Forgotten Books, 2018, ISBN 978-0-243-20910-1 (englisch, Erstveröffentlichung 1874 in London).[2]
- 1882 – Revenge A Love Tale Of The Mount Eden Tribe. A. H. and A. W. Reed, Wellington 1940 (englisch, Originalausgabe 1882).[2]
- 1885 – Lectures on Maori Customs and Superstitions. Being the Subject of two Lectures delivered at the Mechanics' Institute in Auckland during the Year 1861. Government Printer, Wellington 1885 (englisch).[2]
- 1887–1890 – The ancient history of the Maori, his mythology and traditions. 1890 (englisch, Werk in 6 Bänden, Ausgaben von 1887 bis 1890).